# Estádio José Rafael Fello Meza Ivankovich
O Estádio José Rafael "Fello" Meza Ivankovich (em castelhano: Estadio José Rafael "Fello" Meza Ivankovich) é um estádio de futebol localizado na cidade de Cartago, na Costa Rica. Inaugurado em 14 de agosto de 1949, é de propriedade do Cartaginés, tradicional clube do país, que manda ali seus jogos oficiais por competições nacionais e continentais. Sua capacidade máxima é de 13 500 espectadores.